# Sonja Weissensteiner
Sonja Weissensteiner (* 16. August 1981 in Karersee, Südtirol) ist eine in Deutschland lebende italienische Sängerin und Moderatorin (Bayerischer Rundfunk).

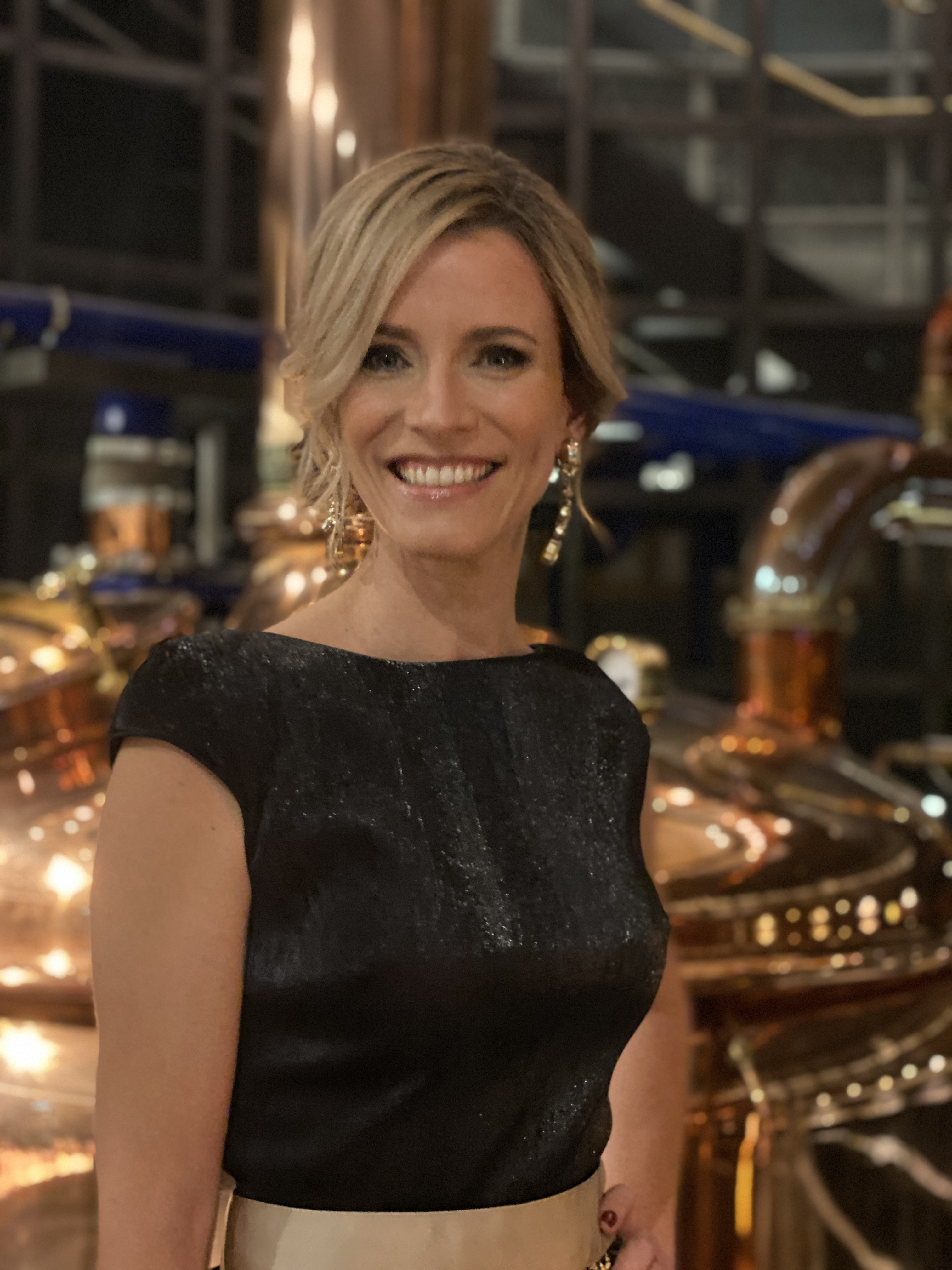
Sonja Weissensteiner (2023)

## Leben
Sonja Weissensteiner verbrachte ihre Kindheit mit zwei Geschwistern im elterlichen Hotel „Castel Latemar“ am Karerpass zwischen Rosengarten und Latemar in den Dolomiten. Nach ihrer Matura begann sie in Salzburg ein Studium der Kommunikationswissenschaften, das sie aber bald aufgab, um sich der Musik zu widmen.
Denn bereits mit fünfzehn Jahren hatte sie ihre erste CD mit volkstümlichen Schlagern veröffentlicht, nachdem ein Produzent auf sie aufmerksam geworden war, als sie mit elf Jahren ein Geburtstagslied für ihre Oma aufgenommen hatte. Bis 2002 folgten neben einigen Singles drei weitere CD-Alben und schließlich nach einem Wechsel des Labels 2009 eine fünfte.
Fast zeitgleich mit der Musikkarriere begann Sonja Weissensteiner auch zu moderieren. Nach ersten Erfahrungen bei Sat.1 (Das große Wunschkonzert) übernahm sie von 1999 bis 2001 die Co-Moderation bei der „Herbert Roth Gala“ des MDR-Fernsehens. Nach einem Intermezzo von 2001 bis 2002 beim Hörfunk Radio U1 Tirol, verbunden mit einem Umzug nach Kufstein, ging sie 2002 zum Bayerischen Rundfunk nach München. Hier bildete sie sich auf dem Gebiet der Fernsehmoderation weiter. Sie moderierte Alpenmelodie (2002–2004), Wies’n Live (2005–2009) und Advent, Advent (2006–2008).
Von 2013 bis 2024 konzipierte und moderierte sie die Sendungen der Reihe Musik in den Bergen. 2014 übernahm sie bis 2022 die Moderation der ORF-Vorweihnachtssendung Zauberhafte Weihnacht im Land der Stillen Nacht (bis 2018 gemeinsam mit Harald Krassnitzer, danach mit DJ Ötzi). Bei Gute Laune TV moderiert sie seit Mai 2018 die Sendung In Concert – Das Live-Magazin.
2016 wählten die Leser des Südtiroler Wochenmagazins ff Sonja Weissensteiner zur einflussreichsten Südtirolerin.
Sie lebt mit ihrem Mann und zwei Töchtern in München.

## Diskografie (Alben)
- Hallo, 1996, Bogner Records
- Das erste Herz an Herz Gefühl, 1999, Bogner Records
- Träumereien, 2001, Bogner Records
- Hey Du!, 2002, Bogner Records
- Denk an mich, 2009, Sony Music Entertainment

Dazu noch einige Singles und Kompilationen.